# Pidonia subsuturalis
Pidonia subsuturalis là một loài bọ cánh cứng trong họ Cerambycidae.